# Лихачёва, Елизавета Станиславна
Елизаве́та Стани́славна Лихачёва (род. 20 июля 1978, Москва) — российский музейный работник, искусствовед, историк искусства. Директор Музея архитектуры имени А. В. Щусева (2017—2023), директор Государственного музея изобразительных искусств имени А. С. Пушкина (2023—2025).

## Биография
Родилась 20 июля 1978 года в Москве, её растила мать-искусствовед, однако по стопам матери Лихачёва сначала не пошла. В 2000-х училась на юридическом факультете Московского университета МВД, работала в органах Федеральной миграционной службы, в 2014 году с отличием окончила очно-заочное отделение истории и теории искусства исторического факультета Московского государственного университета имени М. В. Ломоносова. Специализация — архитектура итальянского барокко (диплом «Жизнь и творчество архитектора Доменико Фонтана» у В. Д. Дажиной, оппоненты Василий Расторгуев и Иван Тучков).
С 2006 года работала в Музее архитектуры имени А. В. Щусева, куда пришла по приглашению директора музея Давида Саркисяна. При участии Елизаветы Лихачёвой была создана опись фотокаталога, что значительно упростило работу с ним посетителей, и разработаны и утверждены правила работы с коллекцией. С 2010 по 2012 год на должности заведующей научным отделом популяризации архитектуры занималась просветительской и научной деятельностью. При участии Лихачёвой было создано экскурсионное направление, экскурсионное сопровождение всех выставок, разработано несколько маршрутов по городу. При реорганизации работы лектория число его посетителей выросло с 528 в 2011 году до 8121 в 2015 году.
В июне 2014 года была назначена на должность заместителя директора созданного на основе Дома Мельникова Государственного музея Константина и Виктора Мельниковых (филиала Музея архитектуры имени А. В. Щусева); руководила процессом музеефикации Дома Мельникова.
В 2017 году стала директором Музея архитектуры. Вскоре после назначения сотрудники музея опубликовали петицию с просьбой не допускать Лихачеву до руководства музеем. Это мотивировалось отсутствием ученой степени, опыта научной и руководящей работы.
В январе 2023 года Лихачева совместно с архитектором Сергеем Чобаном написали открытое письмо в защиту модернистского здания вокзала города Владимира от реконструкции. По мнению авторов, ценность памятников советской архитектуры 1960—1980-х годов остается неочевидной для большинства россиян, а их разрушение угрожает правильному восприятию истории России. В том же году публично выступила против передачи иконы «Троицы» РПЦ.
В марте 2023 года по предложению Министерства культуры возглавила ГМИИ им. Пушкина.

## Основные интервью и публикации
Интервью:
- Коробейникова Ксения. Новый директор музея архитектуры Елизавета Лихачёва: «Шума я ещё наделаю» // Московский комсомолец. — 2017. — 22 марта.
- Симакова Таня. «Мне просто обидно за Музей архитектуры». The Village (23 марта 2017). Дата обращения: 13 января 2020.
- Соловьёв Сергей. Елизавета Лихачева: «Если не показывать сокровища, они превращаются в склад барахла» // My Way. — 2017. — 12 декабря.
- Михайлов Егор. Директор Музея архитектуры Елизавета Лихачёва: «Репутация моя меня вполне устраивает». Афиша Daily (17 января 2019). Дата обращения: 13 января 2020.
- Кабанова Ольга. Елизавета Лихачева: «Музей — идеальное место для дискуссий» // The Art Newspaper. — 2019. — 22 марта (№ 71).
- Чебатков Сергей. Елизавета Лихачева: «Самую большую опасность для культурного наследия представляют простые граждане». Артгид (11 ноября 2019). Дата обращения: 13 января 2020.
- Воротынцева Ксения. Елизавета Лихачева, Музей архитектуры: «Если архитектура никак не используется, она умирает» // Культура. — 2022. — 28 июля (№ 7).
- Елизавета Лихачева: «Мой первый приказ — возвращение бесплатного входа для музейщиков и студентов»
- Сурдин и Лихачёва "Космическая архитектура"// Неземной подкаст Владимира Сурдина, 5.04.2023

Лекции:
- Елизавета Лихачева. Тоталитарная архитектура. Часть I. culture.ru. Дата обращения: 3 ноября 2023.
- Елизавета Лихачева. Онлайн-лекция Елизаветы Лихачевой «Тоталитарная архитектура. Часть II». culture.ru. Дата обращения: 3 ноября 2023.
- Елизавета Лихачева. "Архитектура эпохи перемен и Церковь после смуты". Лекция Елизаветы Лихачевой. rutube.ru. Дата обращения: 3 ноября 2023.